# Instituto Estadual do Livro
| Instituto Estadual do Livro                                      |      |
| Rua André Puente, n.° 318 Bairro Independência www.iel.rs.gov.br |      |
| Criação                                                          | 1954 |

O Instituto Estadual do Livro (IEL) é um órgão da Secretaria de Estado da Cultura do Governo do Estado do Rio Grande do Sul. Foi criado em 29 de janeiro de 1954 com o objetivo de difundir a literatura produzida no Rio Grande do Sul, apoiando o surgimento de novos escritores e trabalhando para a preservação da memória literária e cultural do estado.
O instituto tem como função principal realizar atividades associadas ao livro, como edições de textos originais de autores estreantes ou obras clássicas, promoção de encontros de escritores com a comunidade, organização de seminários, viabilização de uma política do livro e da leitura, projetos de formação de leitores e  de cooperação entre  entidades públicas e editoras locais. 
Desde sua fundação, trabalha na edição e divulgação de novos autores, tendo sido o responsável pela publicação de estreia de escritores como Moacyr Scliar e Lya Luft.